# هيروشي ميورا
هيروشي ميورا (باليابانية: 三浦広司) هو سباح ياباني، ولد في 22 يونيو 1966.

## وصلات خارجية
- هيروشي ميورا على موقع الاتحاد الدولي للسباحة (الإنجليزية)
- هيروشي ميورا على موقع أوليمبيديا (الإنجليزية)